# Giuseppe Ghedina (Skilangläufer)
Giuseppe Ghedina (* 25. Oktober 1898 in Cortina d’Ampezzo; † 27. September 1986 ebenda) war ein italienischer Skilangläufer.
Ghedina nahm im Jahr 1924 an den Olympischen Winterspielen in Chamonix teil. Dabei belegte er den zehnten Platz über 50 km. Im folgenden Jahr errang er bei den Nordischen Skiweltmeisterschaften in Janské Lázně den sechsten Platz über 18 km.